# Ptolemeu, príncep de l'Epir
Ptolemeu, príncep de l'Epir (en grec antic Πτολεμαῖος "Ptolemâios") nascut a l'Epir l'any 295 aC i mort a Argos el 272 aC, va ser fill de Pirros rei de l'Epir i de la seva dona Antígona, fillastra de Ptolemeu I Soter, que probablement va morir al moment del part.
El 280 aC Pirros va anar a Itàlia i va deixar el govern del regne al seu fill. Del seu govern no es coneix res, però quan Pirros va tornar l'any 274 aC, va estar al costat del pare i va participar amb la conquesta de Còrcira i després participant en les dues victòries sobre Antígon Gònates. Després va seguir al seu pare a l'expedició al Peloponès l'any 272 aC i va destacar en l'atac a Esparta, però va morir quan anava cap a Argos al front de l'avantguarda, en una emboscada dirigida per l'espartà Àreu I.